# Макмин (окръг, Тенеси)
Окръг Макмин (на английски: McMinn County) е окръг в щата Тенеси, Съединени американски щати. Площта му е 1119 km², а населението – 49 015 души (2000). Административен център е град Атънс.